# Schlossbrauerei Naabeck
Die Schlossbrauerei Naabeck ist eine Schlossbrauerei in Schwandorf (Bayern).

## Geschichte
Das Schloss besteht seit Verleihung der Braugerechtigkeit im Jahr 1620. Kurz darauf wurde das Gut von den Grafen von Spielberg übernommen. 1803 wurde die Schlossbrauerei von Karl Joseph Graf von Drechsel gebaut und ausgebaut. Sein letzter Nachkomme verkaufte das Schlossgut wieder im Jahr 1892. 1919 wurde das Gut von der Familie Rasel gekauft, welche dieses bis heute fortführt und dort auch weiterhin Bier braut. Mit diesem Bier werden Gaststätten, Schützen- und Feuerwehrfeste in der gesamten Oberpfalz beliefert. 1993 übernahm die Schlossbrauerei Naabeck die Weissbierbrauerei Plank in Wiefelsdorf, seitdem wird dort das Jura-Weizen gebraut.